# Clerks – Sprzedawcy II
Clerks – Sprzedawcy II – amerykańska komedia z 2006 roku.

## Główne role
- Brian O’Halloran – Dante
- Jeff Anderson – Randal
- Jason Mewes – Jay
- Kevin Smith – Cichy Bob
- Jennifer Schwalbach Smith – Emma Bunting, narzeczona Dantego
- Rosario Dawson – Becky Scott
- Trevor Fehrman – Elias
- Jason Lee – Lance Dowds